# 文斯·康納利
文斯·康納利（英語：Vincent Gerard Connelly；1978年9月16日—）是澳大利亞的一位政治家，所屬政黨是澳大利亞自由黨。他在2019年澳大利亞聯邦大選當選史特靈選區的議員。由於在2021年的議席重新分配，他所屬的史特靈選區被廢除，隨後在2022年的選舉中轉到科文選區，挑戰當區所屬的安尼艾利，但最終挑戰不能成功以繼續參與議員事務。